# Bennelly Hernández Ruedas
Bennelly Jocabeth Hernández Ruedas (7 de septiembre de 1989, Fresnillo, Zacatecas, México) es una política mexicana afiliada al partido Movimiento Regeneración Nacional. Desde el 1 de septiembre de 2021 es diputada federal en la LXV Legislatura del Congreso de la Unión.

## Primeros años
Bennelly Jocabeth Hernández Ruedas nació el 7 de septiembre de 1989 en Fresnillo, Zacatecas, México. Estudió la licenciatura en educación secundaria en el Centro de Actualización del Magisterio de Zacatecas y la maestría en administración pública en la Universidad CUGS Cuauhtémoc.

## Trayectoria política
Ha sido militante del Partido del Trabajo y del partido Movimiento Regeneración Nacional. En 2013 fue candidata a regidora de Fresnillo. En las elecciones federales de 2015 fue electa como suplente de Alicia Barrientos Pantoja, diputada federal por el distrito 12 de la Ciudad de México, con sede en la delegación Cuauhtémoc. De 2015 a 2018 fue directora general de desarrollo social en la delegación Cuauhtémoc durante la administración de Ricardo Monreal.
En las elecciones federales de 2021 fue electa como diputada federal en la LXV Legislatura del Congreso de la Unión en representación del distrito 1 de Zacatecas, con sede en Fresnillo. Dentro del congreso es secretaria de la comisión de seguridad social y de la comisión de economía social y fomento del cooperativismo.

## Controversias
El 19 de julio de 2015, fue arrestada junto a otras dos mujeres en el Aeropuerto Internacional de Tapachula, Chiapas en posesión de un millón de pesos de los cuales no pudieron explicar su origen ni demostrar que no eran de procedencia ilícita. La Procuraduría General de la República decidió iniciar una investigación al respecto, durante la cual se le permitió a Bennelly Hernández y a sus acompañantes permanecer en libertad después de que afirmaran que el dinero estaba destinado a financiar las actividades del partido Movimiento Regeneración Nacional. Posteriormente se esclareció su inocencia y el origen lícito del dinero.